# 鈴木蓮
蓮（れん、本名：鈴木 蓮〈すずき れん〉、2004年7月18日 - ）は、大阪府門真市出身のプロ野球選手（内野手、育成選手）。右投右打。横浜DeNAベイスターズ所属。

## 経歴

### プロ入り前
幼稚園の頃に野球を始め、門真市立沖小学校1年時に門真タイガースに所属する。門真市立第二中学校時代は大東畷ボーイズでプレーした。
滋賀学園高等学校では、1年夏からベンチ入りし、秋から「6番・一塁手」でレギュラーとなった。2年から「4番・三塁手」を任されるようになり、夏の滋賀県大会では準々決勝まで進出するが、彦根翔西館高校に3-4で敗退。3年からは遊撃手に挑戦し、夏の県大会では、初戦の伊吹高校戦で5打数2安打1打点を記録したが、延長11回で敗れ初戦敗退となった。高校通算29本塁打を記録。9月にはプロ志望届を提出した。
2022年11月20日、プロ野球ドラフト会議が行われ、横浜DeNAベイスターズから育成ドラフト2位で指名を受けた。11月16日に支度金280万円、年俸340万円で入団に合意した（金額は推定）。背番号は100。担当スカウトは安部建輝。11月27日、新入団選手発表会が行われ、登録名を『蓮』とすることが発表された。

### DeNA時代
2023年、主に三塁手として二軍戦の試合に出場。前半戦は打撃が好調で、6月28日、イースタン・リーグの埼玉西武ライオンズ戦で水上由伸から公式戦初本塁打を記録した。高卒1年目の育成選手ながら71試合に出場し、打率.214を記録した。オフシーズンには台湾で開催されたアジア・ウインター・ベースボール・リーグに出場した。
2024年4月2日、BCリーグ・神奈川フューチャードリームスに派遣されることが発表された。派遣時の背番号は00。また、イースタン・リーグでは51試合に出場し、打率.279、1本塁打、13打点という成績だった。

## 選手としての特徴
遠投120メートル、50メートルは6秒1を記録し、強い肩と高い身体能力を持つ。スイングが鋭く、パワフルな打撃が売り。
高校では遊撃手にも挑戦したが、プロ入り時、球団からは三塁手か一塁手タイプという評価を受けた。2024年からは外野にも挑戦している。

## 人物
座右の銘は「覇気」。

## 詳細情報

### 背番号
- 100（2023年[9] - ）
- 00（2024年（神奈川フューチャードリームスの派遣選手としての背番号）[14]）